# Tour della selezione di rugby a 15 del New Zealand Expeditionary Force 1946
Nel 1945-46 una selezione di giocatori neozelandesi sotto le armi, venne formata in Europa e gira in Gran Bretagna e Francia, accolta ovunque come si trattasse della nazionale ufficiale neozelandese. I suoi risultati ebbero grande rilievo anche in patria e prima di sciogliersi, disputò ancora due incontri casalinghi.
| Cardiff 5 gennaio 1946 | Galles XV | 3 – 11 | Nuova Zelanda (Kiwis) | Arms Park |

| Neath 1946 | Neath | 15 – 22 | Nuova Zelanda (Kiwis) |  |

| Edimburgo 19 gennaio 1946 | Scozia XV | 11 – 6 | Nuova Zelanda (Kiwis) | (Murrayfield) |

| Colombes 10 marzo 1946 | Francia   | 9 – 14 | Nuova Zelanda (Kiwis) | Yves-du-Manoir (20.000 spett.)\| Arbitro: \| G. Warden \| |
| Arbitro:               | G. Warden |        |                       |                                                           |

| Tolosa 24 marzo 1946 | Francia XV | 10 – 13 | Nuova Zelanda (Kiwis) |  |

| Auckland 20 luglio 1946 | Auckland | – | Nuova Zelanda (Kiwis) |  |

| Christchurch 24 luglio 1946 | Canterbury | – | Nuova Zelanda (Kiwis) |  |